# Che Dio ci aiuti
Che Dio ci aiuti es una serie de televisión italiana, emitida en Rai 1 desde el 15 de diciembre de 2011.

## Sinopsis

### Primera temporada
Sor Ángela, una ex prisionera que ha cambiado por completo su vida, vive en el convento de Los Ángeles de Módena, que corre peligro de cierre por falta de vocaciones y una serie de dificultades económicas. Entonces decide transformar el convento en un internado, con un bar adentro. Esta nueva situación da nueva vida al convento, que se convierte en un lugar de encuentro de diversos tipos de personas. La hermana Angela está particularmente apegada a tres niñas: Giulia, Azzurra y Margherita, con personajes y problemas completamente opuestos.

### Segunda temporada
Después de que Giulia, Marco y Cecilia abandonaron el convento, la hermana Angela da la bienvenida a dos nuevas niñas al convento, Nina y Chiara, dos aspirantes a abogadas que viven en el internado con Azzurra y Margherita, que se han quedado en el convento. Precisamente por eso, también llega al internado Guido Corsi, profesor de la universidad dirigida por Giorgio, que trabaja como tutor de los alumnos que allí residen; persuadido por la hermana Angela, Guido toma en custodia a Davide, el hijo de 7 años que su exesposa tuvo de una relación extramatrimonial y que confió al cuidado de la hermana Angela en su lecho de muerte.

### Tercera temporada
Después de ser desalojadas de Módena, las monjas se mudaron a Fabriano, donde sor Angela comenzó a enseñar en una escuela secundaria. Mientras tanto llegan Davide, Azzurra y Guido, dispuestos a casarse, y Margherita y Emilio, esperando el nacimiento de su hija.

### Cuarta temporada
Con el matrimonio de Azzurra y Guido, el convento se vacía momentáneamente: Margherita y Carlo se van a Bruselas, Rosa se va a Milán a trabajar, Nina está en África para ayudar a Gregorio, finalmente Guido y Davide se van a Londres porque allí el hombre recibió una importante cátedra como profesor de derecho. Sin embargo, muchas caras nuevas necesitan la ayuda de la hermana Angela. Entre ellos encontramos a Valentina y Mónica, nieta política de la hermana Ángela, que se encontró al cuidado de Edo, hijo de su marido Luca con quien se casó precipitadamente pocos días antes de que desapareciera. También se trasladarán al convento dos hombres: Nico, un amigo de Guido y también abogado que se encuentra ocupando su lugar, y Gabriele, un médico que entablará una relación con Valentina.

### Quinta temporada
A un año del final de la cuarta temporada, el Rincón Divino en el convento de los Ángeles ha sido cerrado. Azzurra, habiendo heredado todo el edificio, regresa tras un lúgubre suceso: su marido Guido y el pequeño Davide fallecen en un accidente de tráfico, el mismo día en que Guido le había pedido un hijo a Azzurra, por lo que decide vender la inmóvil para olvidar el memorias dolorosas. Nico se marcha a Milán tras ser dejado por Monica, que ha vuelto con su marido llevándose a Edo con ella.

### Sexta temporada
La sexta temporada se abre con la llegada a Asís de los protagonistas, que se han instalado en el nuevo convento, donde también llega un nuevo personaje, Erasmo, un joven que vino a buscar a su madre, que lo abandonó nada más nacer. en ese mismo convento, donde sor Angela estaba haciendo entonces su propio noviciado. Mientras tanto, Nico y Ginevra, ahora comprometidos, están ocupados con los preparativos de su boda, mientras Monica regresa después de una temporada de ausencia, quien ha sido abandonada por su esposo Luca, quien se escapó con su hijo Edo a México después de vaciar su cuenta. en el banco. La niña llega junto a una pequeña llamada Penélope (apodada Penny), que quedó huérfana de ambos padres a causa de un accidente y que, a causa de este trauma, ha dejado de hablar. Mientras tanto, llega al convento una nueva camarera llamada Carolina. Monica, por su parte, decide darle una oportunidad a un colega suyo, el psiquiatra Emiliano, quien está enamorado de ella.

### Séptima temporada
Sor Costanza se retiró temporalmente a otro convento y luego confió el Convento de los Ángeles Custodios en manos de Sor Angela. Mientras tanto, Emiliano organiza su boda con Elisabetta, pero pronto se encontrará con una desagradable sorpresa. Al Convento llega Luisa, una mujer desesperada que está locamente enamorada de su hijo Elia, a quien lleva consigo. Además, llegan tres chicas: Catena (conocida como "Cate"), que espera hacerse famosa gracias a su pasión por el canto, Ludovica, una aspirante a abogada y Sara, una esteticista. A ellos se suman la estricta sor Teresa, hermana de Luisa, y el encantador cantinero Ettore.

## Episodios
| Temporada         | Episodios | Emisión original |
| ----------------- | --------- | ---------------- |
| Primera temporada | 16        | 2011-2012        |
| Segunda temporada | 16        | 2013             |
| Tercera temporada | 20        | 2014             |
| Cuarta temporada  | 20        | 2017             |
| Quinta temporada  | 20        | 2019             |
| Sexta temporada   | 20        | 2021             |
| Séptima temporada | 20        | 2023             |

## Reparto

### Personajes principales actuales
- Azzurra Leonardi (temporadas 1-en curso), interpretada por Francesca Chillemi. Aparentemente la clásica chica superficial: fashion victim, mimada, snob, ignorante, irascible y egoísta. En la segunda temporada conoce a Guido Corsi y se enamora perdidamente de él y comenzarán una relación en el final de temporada. Tras varias vicisitudes, los dos consiguen casarse y en el final de la cuarta temporada parten hacia Londres con Davide, hijo adoptivo, y Emma, la hija adolescente de Azzurra. Durante el intervalo narrativo entre la cuarta y la quinta temporada, Guido y Davide mueren en un accidente automovilístico, dejando un vacío que no se puede llenar en Azzurra y hermana Angela. En este punto Azzurra decide volver a vender el convento, pero gracias a sor Angela encontrará el amor en Dios. En la sexta temporada se convierte en novata y tendrá que cuidar a Penny, una niña rica y huérfana de ambos padres que se salvó gracias a un trasplante de corazón: el corazón de David. A partir de la séptima temporada es la protagonista de la serie y finalmente se convierte en monja.
- Emiliano Stiffi (temporadas 6-en curso), interpretado por Pierpaolo Spollon. Una joven psiquiatra que se ocupa de la casa de acogida donde Penny es acogida junto a Azzurra. Tendrá una historia corta con Mónica, hasta que ella lo deje. Regresará en la séptima temporada y se enamorará de Sara, eventualmente logrando después de varios eventos formar una familia con ella y Elia.
- Hermana Teresa Monachini (temporadas 7-en curso), interpretada por Fiorenza Pieri. Profesor de teología en la Sorbona. Llega al convento para cuidar de su hermana Luisa y su sobrino Elia. Al principio es muy rígida y no soporta las iniciativas de Azzurra pero terminará encariñándose mucho con la novicia y podrá perdonar a su hermana fallecida por un error del pasado.
- Sara Luparini (temporadas 7-en curso), interpretada por Federica Pagliaroli. Jovencita que proviene de Borgata Romana, una esteticista muy genuina, lo que la llevará a ser inicialmente subestimada por todos, hasta que conoce a Emiliano quien la acepta por lo que es, se enamora de él y se hace amiga de Ludovica y Cate, la ama. Elia mucho con quien en realidad siempre ha estado ligada. De hecho Sara, tras una violencia sufrida de niña, quedará embarazada y dará a luz a un niño: ese niño es Elia que, tras un intercambio de cunas, crecerá con Luisa, mientras que Sara creía que estaba muerto. Eventualmente Sara descubre la verdad y logra formar una familia con su hijo Elia y Emiliano.
- Ludovica Perini (temporada 7-en curso), interpretada por Emma Valenti: joven abogada y nueva invitada del convento. Tendrá una historia difícil con Ettore, el cantinero del convento, ya que la madre de Ludo (ahora en prisión) provocó la quiebra de la carpintería del padre de Ettore. Después de varios malentendidos (incluida una novia de Ettore que nadie conocía), los dos logran estar juntos.
- Catena "Cate" Saltalamacchia (temporadas 7-en curso), interpretada por Ileana D'Ambra: música y nueva invitada del convento. Está enamorada de Giuseppe pero entiende que no es amor verdadero, intenta entrar al conservatorio pero es muy insegura de sí misma.
- Ettore Fazio (temporadas 7-en curso), interpretado por Filippo De Carli: nuevo cantinero del Divino Corner. Ella tiene una historia con Ludo.
- Elia Brighi (temporadas 7-en curso), interpretado por Valerio Di Domenicantonio: hijo adoptivo de Luisa y sobrino adoptivo de la hermana Teresa. Él es muy cercano a Sara y eventualmente descubrirá que ella es su madre biológica, luego formará una familia con Emiliano.

### Los personajes principales salieron de la escena
- Hermana Angela / Lorenza Rapetti (temporadas 1-6, momentáneo 7), interpretada por Elena Sofia Ricci. Fue la protagonista de la serie desde la primera hasta la sexta temporada. Nacida como Lorenza Rapetti, tomó sus votos después de cumplir una sentencia de prisión por robo a mano armada y complicidad en asesinato. Es una entrometida, una manipuladora que siempre actúa con un buen fin. Siempre disponible, amable, agradable y dispuesto a hacer todo lo posible por los demás. En el final de la quinta temporada tiene una crisis mística debido a la muerte de Guido y Davide, sin embargo gracias a Azzurra podrá volver a encontrar a Dios en su corazón. En la sexta temporada descubre que tiene un hermano (hijo de padre) llamado Erasmo.
- Suor Costanza (temporadas 1-6, momentáneo 7), interpretada por Valeria Fabrizi. Es la madre superiora del convento no acepta el comportamiento de sor Angela y casi se enfada con ella. Pero detrás de ese aire rígido y frío, hay una mujer con un corazón de oro, que ama a la hermana Angela y a todas las chicas del internado. Ella es una mujer muy dedicada a Dios.
- Margherita Morbidelli (temporadas 1-3, guest 4), interpretada da Miriam Dalmazio. Es una chica de provincia dulce, amable, despreocupada, sensible y soñadora, muy unida a su familia. Margherita tiene un gran talento culinario y le encanta bailar. Se mudó al internado por motivos de estudio (de hecho se está especializando en medicina forense), aunque ambos padres están convencidos de que la niña sigue sus pasos, estudiando pediatría. La niña busca en sor Angela el cariño que solía recibir de su madre. Margherita ama todo lo relacionado con los delitos, mientras que los bebés y los niños en general la preocupan. Tiene una relación a larga distancia con Carlo, a quien luego deja, aunque de mala gana. Posteriormente no es admitida al examen de especialización y por lo tanto tiene que chocar con los casos de los enfermos de la sala que, como médico, tendrá que empezar a tratar. Justo en el hospital conoce a un médico fascinante que le roba el corazón, el principal Francesco Limbiati, pero que descubrirá que ya está casado. Más tarde, Margherita conoció a un atleta cardiopático, Emilio Della Rosa. Cuando Limbiati deja a su mujer Clelia por Margherita, esta última descubre que ya no siente nada por él y que quiere mucho a Emilio, casándose con él. En la tercera temporada regresa embarazada al convento, pero el día del parto Emilio enferma y es trasladada de urgencia al hospital donde, tras ver a su hija recién nacida, muere. Margherita redescubrirá el amor gracias a su colega Carlo Romero con quien, tras el matrimonio de Azzurra y Guido, se comprometerá y partirá a Bruselas.
- Giulia Sabatini (temporada 1), interpretada por Serena Rossi. Es una madre soltera que tuvo que suspender sus estudios de informática en la universidad para cuidar a su pequeña Cecilia. La pequeña nació de la relación que mantuvo nueve años antes con Marco, sin saber que él se había convertido en padre. Giulia es una chica muy madura y orgullosa, con un carácter fuerte pero muy bueno y una amabilidad infinita. Después de ayudar a renovar la barra de embarque de la hermana Angela, la convencen de que se quede a trabajar como cantinera. Aunque sigue enamorada de Marco, sigue negándoselo a sí misma por miedo a que la vuelvan a abandonar con un post-it, como sucedió hace años tras solo dos semanas de relación. Mientras tanto, conoce a Ruggero, el jefe de Marco, con quien tiene una aventura; él le pide que se case con él, recibiendo una respuesta afirmativa, pero Giulia, en el último momento, lo piensa mejor y corre a la estación, donde Marco está a punto de subirse a un tren y marcharse. Este último no puede renunciar a Giulia y decide no irse, mientras ella le revela que Cecilia es su hija. Marco le pide entonces que se case con él y la chica acepta.
- Marco Ferrari (temporada 1), interpretado por Massimo Poggio. Es un inspector de policía superior, degradado debido a un error durante una misión, a pesar de demostrar ser mucho mejor y más inteligente que sus superiores. La hermana Angela hace todo lo posible para proteger a Marco, a quien está unida por un secreto relacionado con su juventud. Para ello, ofrece al niño hospitalidad en el internado. Finalmente, la monja le revela al inspector que estuvo involucrada en el asesinato de su padre. La madre de Marco decidió, tras la muerte de su marido, abandonar a su hijo, que pasó su infancia en una institución. Precisamente por este abandono, Marco es aparentemente incapaz de amar a los demás, de hecho no tiene amigos y deja a cada novia después de dos semanas con un post-it. Será tarea de la Hna. Angela enseñarle a confiar en los demás. Después de tener una relación breve y no seria con Azzurra basada únicamente en la atracción física, Marco entiende que todavía está enamorado de Giulia, con quien tuvo una aventura años antes y de quien nació Cecilia, quien él no sabe es su hija. Tras la negativa de Giulia (que estaba a punto de casarse y a quien recientemente se había declarado), decide irse para siempre, pero nunca tomará su tren porque no puede renunciar a ella: sor Angela logra que se reencuentre. con Giulia y obligarla a decir la verdad sobre Cecilia. En este punto, Marco le pide a la chica que se case con él y ella acepta.
- Cecilia Sabatini (temporada 1), interpretada por Laura Gaia Piacentile. Es hija de Marco y Giulia, una niña de 8 años de carácter dulce y combativo. La pequeña es muy inteligente y dotada para el estudio, siempre ha preferido estudiar y aprender antes que leer cuentos de hadas, además tiene un fuerte talento musical. Sin el conocimiento de su madre, de hecho, es admitida en el conservatorio, donde estudiará piano. A pesar de la relación conflictiva inicial, entabla una relación muy especial con Marco, quien la apoya en su sueño de ingresar al conservatorio. Precisamente por el cariño que le une a Cecilia, Marco vende un cuadro, recuerdo de su primer caso, para regalarle un piano. Finalmente, la pequeña descubre que Marco, a quien se ha encariñado, es su padre.
- Guido Corsi (temporadas 2-3, momentáneo 4), interpretado por Lino Guanciale. Es un exitoso ex abogado, ahora profesor universitario, definido por sus alumnos como "el profesor sexy". Un hombre culto e inteligente, amante de la lectura y la cultura en general. Casados con Manuela, su historia termina al descubrir que le habían engañado con otro hombre, con quien la propia Manuela tuvo un hijo, Davide. Esta última, en su lecho de muerte, confía al pequeño Davide a la hermana Angela, quien deberá ayudar a Guido a ser su tutor. El abogado, que ahora enseña en la universidad y ya no ejerce su profesión, se introduce en el núcleo "familiar" del convento como tutor de residencia universitaria, aunque sor Angela espera que esto le ayude a permanecer cerca de Davide. El hombre le da a la monja un año para encontrar al padre biológico del niño. Con el tiempo forma un fuerte entendimiento con Azzurra aunque los dos, muy diferentes, siempre acaban discutiendo y el hombre no hace más que reprocharle su ignorancia. Está comprometido con Beatrice, pero la deja después de darse cuenta de que ama a Azzurra y formar una familia con ella y el pequeño Davide. Los tres vivirán juntos durante un año en Berlín, donde Guido había obtenido una cátedra, pero a su regreso a Italia Guido la dejará tras verla besar a otro hombre durante una fiesta. Después de regresar con Fabriano, Guido le confiesa a sor Ángela que la ama y que también ha sufrido por su ausencia. Tras tener una aventura con Rosa, Guido se da cuenta de que nunca ha dejado de querer a Azzurra y, tras una dificultad inicial, consigue confesarle lo que siempre ha sentido y los dos vuelven a estar juntos. Después de su matrimonio con Azzurra, al comienzo de la cuarta temporada, Guido se va a Londres con Davide a cuestas, pero deja a su esposa en el convento ya que esta última tiene que terminar su aprendizaje. Regresará a Italia para ayudar a Azzurra a revelarle a Emma que ella es su madre, demostrando estar más que dispuesto a amar a la niña como si fuera su propia hija; luego regresará a Londres después de la graduación de Azzurra junto con sus dos hijos. Ella muere junto con Davide en un accidente automovilístico seis meses después de su partida, dejando a Azzurra, en la quinta temporada, tan destrozada por el dolor que considera la hipótesis primero de transformar el convento en un hotel de lujo, luego de venderlo y marcharse.
- Davide Corsi (temporadas 2-3, momentáneo4), interpretado por Cesare Kristian Favoino. Es hijo de Manuela, amiga de sor Angela, a quien se encomienda tras la muerte de su madre. Su tutor es Guido Corsi, pero solo temporalmente. Es un niño dulce y cariñoso, Azzurra se convierte en su niñera y también actúa como una especie de madre para él. El chico está muy apegado a ella y la chica a él. Guido decide entonces, al darse cuenta de que lo quiere mucho, ser su padre. Sor Angela, sin embargo, es su verdadero punto de referencia. Es aficionado al fútbol y en la segunda temporada aprende a tocar la batería. Inicialmente tiene problemas para mojar la cama, pero gracias a Azzurra y Guido logra dejar de hacerlo. Al final de la cuarta temporada se muda con sus nuevos padres a Londres. La felicidad durará solo seis meses, ya que él y Guido morirán en un trágico accidente automovilístico.
- Nina Cristaldi (temporadas 2-3), interpretada por Laura Glavan. Junto con Chiara, es la chica nueva del internado, también licenciada en derecho. Mantendrá una relación con Sergio, pero luego se enamorará de Gregorio, hasta el punto de seguirlo hasta África. Tiene un carácter fuerte y decidido, es terca, suspicaz, sarcástica, directa, agresiva, hosca e inicialmente es muy desagradable y muchas veces antipática; sufrirá por la partida de Chiara y se hará amiga de Azzurra y Margherita. Además, en la tercera temporada, aunque trata de ocultarlo, se vinculará mucho con Alice, una estudiante de secundaria de quince años donde Nina terminará dando clases junto con la hermana Angela.
- Chiara Alfieri (temporada 2), interpretada por Rosa Diletta Rossi. Es una de las chicas nuevas establecidas en el convento y está estudiando derecho. Junto con la otra recién graduada, Nina, investigará varios casos. Es metódica y ordenada. Queda embarazada de Riccardo, un joven arquitecto, pero pierde al niño por un aborto espontáneo. Esto la traumatizará, pero podrá superar la crisis gracias al amor de quienes la rodean. Más tarde decidirá tomar los votos. A pesar del amor que aún siente por Riccardo, comprende que su vocación es más fuerte y decide ingresar en un convento y convertirse en monja.
- Rosa Francini (temporada 3, guest 4), interpretada por Neva Leoni. Ella también, junto con Alice, es una recién llegada al internado de la hermana Angela, lista para arruinar la vida de esta última y de Azzurra al comenzar una historia con Guido, de la que luego partirá hacia Azzurra. Resulta ser hija del notario Leonardi y por tanto hermana de Azzurra. Al principio odia a Azzurra, pero con el tiempo se encariña con ella y le hace entender que no debe renunciar a Guido y volver con él, lo que luego hará la niña. En la cuarta temporada se trasladó a Milán.
- Alice Danieli (temporada 3), interpretada por Sofia Panizzi. Es una chica nueva que ha llegado al internado de sor Ángela, una estudiante inconformista de quince años apasionada por los cómics. La hermana Angela la pondrá en una habitación con Nina, también maestra en la misma escuela secundaria, con la esperanza de que esta última la mantenga bajo control, y durante la tercera temporada las dos desarrollarán un vínculo profundo.
- Monica Giulietti (temporadas 4, 6), interpretada por Diana Del Bufalo. Ella es una "sobrina" adquirida de la hermana Angela. Asistió a la escuela secundaria junto con Nico. Está casada y divorciada de Luca y tiene un hijo adoptivo, Edo. Sigue enamorada de Nico, pero al final de la cuarta temporada volverá con Luca. En la sexta temporada regresa a Asís y comprende, después de tantas vicisitudes, que nunca ha dejado de amar a Nico. Los dos vuelven a estar juntos.
- Nicodemo Nunzio Maria "Nico" Santopaolo (stagioni 4-6), interpretado por Gianmarco Saurino. Es el mejor amigo de Guido y es su padrino antes de ocupar su lugar en el convento. Es un mujeriego y es un viejo amigo de la escuela secundaria de Monica. Tenía una relación con Asia, con quien tuvo un hijo llamado Mattia. En la quinta temporada se enamora de Ginevra, una novata, y también tendrá un romance con ella, pero el regreso de Monica le hará comprender que es la única mujer a la que ha amado.
- Valentina Valpreda (temporadas 4-5), interpretada por Arianna Montefiori. Es una chica que ha elegido ser escort para escapar de su familia. Ella no acepta las reglas del convento y es la más irrespetuosa de los nuevos huéspedes, hasta el punto de que cuando contraviene las condiciones establecidas por la hermana Angela, esta última se ve obligada a llamar a la policía. Se enamora de Gabriel. Debido a un ataque, permanece paralizada y lucha con su nueva condición durante mucho tiempo, incluso intentando suicidarse. Finalmente, logra ver el lado positivo de la vida nuevamente y se casa con Gabriele.
- Gabriele Mattei (temporadas 4-5), interpretado por Cristiano Caccamo. Es un joven cirujano cardíaco muy brillante. Acepta acompañar a Monica a la boda de su ex, mientras que en el hospital tendrá un encuentro-choque bastante acalorado con Valentina, cuando esta última es obligada por la hermana Angela a ser voluntaria en el hospital. Pronto se dará cuenta de que siente algo por ella. Se enfrenta a una fuerte crisis cuando queda paralizada tras un accidente, pero los dos logran encontrarse y al final de la quinta temporada se casan.
- Emma Leonardi (temporada 4, guest 5), interpretada por Bianca Di Veroli. Es hija de Azzurra, nacida a los quince años y abandonada por su joven madre frente a un hospital. Es una chica estudiosa con un carácter fuerte. Al principio no soporta a Azzurra pero luego empieza a quererla, hasta el punto de estar muy feliz de descubrir a su hija, aunque inmediatamente queda muy impactada por ello. Más tarde se trasladó con Azzurra, Guido y Davide a Londres. Deja a su familia para mudarse a Nápoles y estudiar en San Carlo, dedicándose a su sueño: convertirse en bailarina.
- Edoardo "Edo" (temporadas 4, guest 6), interpretado pos Christian Monaldi. Es el hijastro de Mónica. Hace una gran amistad con Nico. Ella deja el convento y se irá a vivir con sus nuevos padres. En la sexta temporada, con la separación de los padres, se va a vivir al Caribe con su padre Luca. Regresa a Asís por unos días para devolver el dinero que su padre le robó a Mónica y convencer a Nico de que Monica es realmente la mujer de su vida.
- Ginevra Alberti (temporadas 5-6), interpretada por Simonetta Columbu. Es una novicia, una invitada en el convento de sor Angela, muy rígida, pero también muy, quizás demasiado, ingenua y completamente ajena al mundo real. Se enamora de Nico y, en la sexta temporada, están a punto de casarse. Pero la llegada de Erasmus le hará comprender que lo que siente por Nico es algo diferente.
- Maria Galiardi (temporada 5), interpretada por Laura Adriani. Es la sobrina rebelde de Sor Costanza, iniciará una relación con Nico.
- Daniela (temporada 5), interpretada por Margherita Manfredi. Es una paciente del hospital donde trabaja Gabriele pero pronto será confiada junto con su hermana al cuidado de Sor Angela.
- Silvia (temporada 5), interpretada por Matilde Manfredi. Es una paciente del hospital donde trabaja Gabriele pero pronto será confiada junto con su hermana al cuidado de Sor Angela.
- Erasmo Ferri (temporada 6), interpretado por Erasmo Genzini. Es un chico de veintisiete años que fue abandonado por su madre inmediatamente después de su nacimiento y, por este motivo, terminó en un orfanato. Es hermano (por parte de padre) de la hermana Angela. Se enamora de Ginevra, con quien se compromete al final de la temporada.
- Carolina / Sara Belli (temporada 6, guest 7), interpretada por Isabella Mottinelli. Ella es la nueva cantinera, muy maltratadora, que será contratada por sor Costanza. Ella es la compañera de cuarto de Ginebra. Al final, a través de una confesión hecha a Erasmo antes de salir del convento, se revela que su verdadero nombre es Sara, una niña que se ve obligada a cambiar de lugar cada seis meses y disfrazarse con identidades falsas para esconderse de su violento marido. Después de mucho tiempo, regresa temporalmente al convento con el objetivo de salvar a su amiga Daniela de su exmarido, con quien está a punto de casarse.
- Penelope "Penny" Martino (temporada 6), interpretada por Olimpia Noviello. Es una niña que perdió a sus dos padres en un accidente y que tiene un vínculo especial con Azzurra: de hecho, en el pasado se curó de una malformación cardíaca gracias a un trasplante de corazón, cuyo donante fue el pequeño Davide. Primero es compañera de cuarto de Azzurra y luego de Mónica. Debido al trauma de la muerte de sus padres, dejó de hablar. Al final de la temporada, Monica la lleva a un hogar de acogida, formando una familia con ella, Nico y el pequeño Mattia, encontrando la serenidad y finalmente hablando de nuevo.

### Otros personajes
- Oscar Mario (temporada 1), interpretado por Giampiero Judica. Es comisario de policía y superior directo de Marco Ferrari.
- Italo Nuzzi (temporada 1), interpretado por Christian Ginepro. Es el superintendente jefe de la comisaría donde trabaja Marco, además de amigo suyo; está secretamente enamorado de Margherita.
- Ruggero Musumeci (temporada 1), interpretado por Enrico Mutti. Es el superintendente adjunto de la estación de policía donde trabaja Marco, se compromete con Giulia y finalmente le pide que se case con él.
- Padre Bernardo (temporada 1), interpretado por Marco Messeri. Él es el padre espiritual de la hermana Angela, así como un amigo de ella; dirige un hogar familiar para niños abandonados por sus padres o huérfanos.
- Notario Leonardi (temporadas 1-3), interpretado por Riccardo Polizzy Carbonelli. Es el padre de Azzurra. Resulta que tiene otra hija, Rosa, con otra mujer.
- Carlo (temporada 1), interpretado por Luca Barreca. Es un médico con el que Margherita se compromete en la primera temporada tras salvarle la vida de asfixiarse con un hueso de aceituna.
- Ettore Salvemini (temporada 1), interpretado por Giorgio Capitani. Es un escritor anciano y gruñón, muy enfermo y con un pasado doloroso a sus espaldas, para quien Azzurra trabaja como lector al final de la primera temporada.
- Francesco Limbiati (temporada 2), interpretado por Luca Capuano. Es un médico, que se convertirá en amigo de Margherita, así como en su colega. Los dos pronto se enamoran, pero Margherita lo deja después de descubrir que ya está casado. Dejará a su esposa Clelia por amor a Margherita, sin embargo recibirá una seca negativa de esta última, ahora indiferente hacia él y profundamente enamorada de Emilio.
- Giannandrea Graziosi (temporada 2), interpretado por Jgor Barbazza. Es el novio de Azzurra durante la segunda temporada. Su antiguo compañero de secundaria, rico, guapo e inteligente, vivió durante años en Rusia y da conferencias por todo el mundo. En el pasado no soportaba a la niña caprichosa y mimada que era Azzurra pero tras reencontrarse con ella y descubrirla más madura se enamora de ella. Él la deja cuando se da cuenta de que ella está enamorada de Guido y que nunca podrá amarlo a pesar de su enamoramiento en el pasado.
- Riccardo Manzi (temporada 2), interpretado por Alessandro Borghi. Es el novio de Chiara.
- Giorgio Alfieri (temporada 2), interpretado da Massimo Wertmüller. Es el rector de la Universidad, así como el padre de Chiara, invitada en el internado.
- Emilio Della Rosa (temporadas 2-3), interpretado por Ludovico Fremont. Es un ex corredor, incapaz de volver a participar en deportes debido a problemas cardíacos. Conviértete en paciente de Margherita, hasta que se enamoren y se casen. Muere el mismo día que Margherita da a luz a su hija.
- Beatrice (temporada 2), interpretada por Edelfa Chiara Masciotta. Es una mujer que coqueteará con Guido, que no gusta a Davide, que prefiere a Azzurra a ella.
- Sergio (temporada 2, guest 3), interpretado por Alan Cappelli Goetz. Es el primer cliente de Nina en el bufete de abogados. La abogada se enamorará de él, pero luego ella misma hará que lo arresten, una vez que se descubra su culpabilidad. Sin embargo, con el encarcelamiento, los dos se perderán de vista.
- Marcello Corsi (temporadas 2-3), interpretado por Michele De Virgilio. Es hermano de Guido: con él, este último nunca ha tenido una buena relación.
- Achille Gentileschi (stagione 3), interpretato da Ivano Marescotti. Es el benefactor del convento de Sor Angela y Sor Costanza en Fabriano pero en realidad tiene un propósito muy específico: quiere acercarse a su sobrino Davide, hijo de Paolo Marino (a su vez hijo de Achille) y encomendado a Guido y Azzurra.
- Dario (stagione 3), interpretado por Tommaso Ramenghi. Es hijastro de Aquiles, quien tuvo un romance con Azzurra.
- Gregorio Taddeucci (temporada 3), interpretado por Davide Silvestri. Es colega de Nina con quien tendrá una aventura.
- Mattia (temporada 3), interpretado por Riccardo Alemanni. Es el chico más popular en la escuela secundaria de Alice y es su interés amoroso.
- Patrizia (temporada 3), interpretada por Linda Gennari. Ella es la madre de Alicia.
- Carlo Romero (temporadas 3, guest 4), interpretado da Andrés Gil. Es médico, colega de Margherita con quien tendrá una aventura.
- Elisa Rapetti (temporadas 3, 6), interpretada por Irene Ferri. Ella es la hermana biológica de la hermana Angela.
- Riccardo (temporada 4), interpretado por Bernardo Casertano. Dirige la casa familiar donde Azzurra trabaja como becaria para completar sus estudios en servicios sociales.
- Andrea (temporada 4), interpretado por Giampiero De Concilio. Es sobrino de Nico e interés amoroso de Emma, la hija de Azzurra.
- Asia Pellicano (temporada 4, guest 5), interpretada por Maria Chiara Giannetta.Tendrá una relación con Nico. En la quinta temporada, ella le revelará que ha tenido un hijo con él, Mattia.
- Martino (temporada 4) interpretado por Davide Iacopini. Es médico, tendrá un romance con Monica.
- Hermana Beata (temporadas 4-5), interpretata da Stefania Blandeburgo. Es la tía de Nico, con quien tiene una excelente relación.
- Ludovico "Athos" Nobili (temporada 5), interpretado por Raniero Monaco di Lapio. Es el exnovio de Azzurra y el padre biológico de Emma.
- Eugenia Venneri (temporada 5), interpretada por Ilaria Bernabei. Ella es una niña que sufre de nefroblastoma, que es una forma de cáncer. Por eso pasó la mayor parte de su vida en el hospital antes de recuperarse definitivamente.
- Pietro Santoro (temporada 5), interpretado por Sergio Romano. Es oncólogo pediátrico y médico de Eugenia. Será sor Angela quien descubra que detrás de este altruismo se esconden muchas debilidades.
- Teodora (temporada 5), interpretada por Ilaria Spada. Es la madre de Daniela y Silvia, las abandona para irse a Estados Unidos a rodar una película con la esperanza de que alguien las cuide.
- Alessio Belli (temporada 5), interpretado por Simone Riccioni. Es un joven médico que cuida a Valentina de quien luego se enamora.
- Suor Piera (temporada 5), interpretada por Piera degli Esposti. Es la madre espiritual de Ginevra.
- Mattia Santopaolo (temporadas 5-6), interpretado por Damiano Cuccuru. Es el hijo que Nico tuvo de Asia en el intervalo de tiempo entre la cuarta y quinta temporada.
- Primo Rapetti (temporada 6), interpretado por Luigi Diberti. Es padre de Sor Angela / Lorenza, Elisa y Erasmo. Tan pronto como descubra que él es el padre de este último, se vinculará con él en poco tiempo. Debido a una enfermedad renal, necesita un trasplante para el que solo Erasmo podría ser donante compatible. Al final de la temporada resulta que su único propósito era conseguir un riñón donado por Erasmo y luego, una vez que ha logrado su propósito, parte para hacer una nueva vida, demostrando ser una mala persona como lo había hecho siempre la Hermana Angela. lo definió.
- Fabio Martino (temporada 6), interpretado por Raffaele Esposito. Es el tío de Penny. Inicialmente planea convertirse en su tutor, pero luego decide darse por vencido porque cree que no será un buen padre para ella.
- Luisa Monachini (temporada 7), interpretada por Elena D'Amario. Es hermana de Sor Teresa, llega al convento con Elia.
- Obispo (temporada 7), interpretado por Roberto Mantovani. Es el obispo quien tiene en sus manos la decisión de investir a Azzurra como monja.
- Giuseppe (temporada 7), interpretado por Alessandro Bruni Ocaña. Es padre de un niño del coro de Catena, quien es el interés amoroso de esta última.
- Corinna (temporada 7), interpretada por Teresa Romagnoli. Ragazza che arriva in convento, si innamora di Emiliano.
- Marco (temporada 7), interpretado por Enrico Oetiker. Es el interés amoroso de Sara.

## Producción
La serie se publicitó a través de un breve cruce con otro programa de temática religiosa, Don Matteo. La noche del 8 de diciembre de 2011 en Raiuno, nada más terminar el primer visionado del episodio Don Matteo sotto accusa (el último de esa temporada), se emitió un cortometraje adicional en el que Elena Sofia Ricci y Valeria Fabrizi, en nueva En los papeles de sor Angela y sor Costanza, conocen al sacerdote-detective interpretado por Terence Hill, quien les sugiere que llamen al bar en construcción en Módena L'Angolo Divino, y luego se dirige directamente a los espectadores, sonriendo y exclamando: Che Dio ci aiuti. Esto fue posible porque las dos series de TV cuentan con las mismas productoras: Lux Vide y Rai Fiction.
Inicialmente, como una serie amarilla protagonizada por una monja, esta serie se consideró un Don Matteo con falda. La serie está dirigida por Francesco Vicario (ya conocido como director de I Cesaroni durante muchos años). La autora de los diversos temas musicales de la serie es Andrea Guerra. La idea de la ficción es de Carlotta Ercolino, quien firmó el tema de la serie junto a Elena Bucaccio, Mauro Graiani y Andrea Valagussa.
El debut de la serie fue un gran éxito de público, tanto que en abril de 2012 comenzó el rodaje de la segunda temporada. Al mismo tiempo que la renovación, la serie también registra un claro cambio de rumbo en cuanto al género, que abandona el amarillo para abrazar de lleno la comedia y los géneros sentimentales.
A finales de 2013 se confirmó la realización de una tercera temporada, cuyo rodaje comenzó el 7 de abril del año siguiente en Fabriano.
Al final del último episodio de la tercera temporada, se mostró un breve tráiler que anunciaba la producción de una cuarta temporada, oficializado el 28 de junio de 2016 durante la presentación de los horarios de otoño de Rai.
En abril de 2018 comenzó el rodaje de la quinta temporada.
En enero de 2020 se anuncia la producción de la sexta temporada. El rodaje comienza en junio de 2020 y finaliza en febrero de 2021 y se transmite del 7 de enero al 11 de marzo de 2021.
El 12 de marzo de 2021 se anunció la renovación por la séptima temporada, cuyo rodaje comenzó en mayo de 2022 y finalizó en enero de 2023. La temporada se transmite del 12 de enero al 16 de marzo de 2023. La protagonista ya no es Elena Sofia Ricci sino Francesca Chillemi, cuyo personaje ha ido evolucionando de secundario a actor de reparto, hasta convertirse en protagonista.
El 14 de marzo de 2023 se anunció la renovación por una octava temporada.

## Cruces
La serie tuvo dos cruces : el primero con la serie Don Matteo, mientras que el segundo con A un paso del cielo (Un passo dal cielo).
El primer crossover se hizo con la serie Don Matteo en el episodio Sotto accusa, luego de la conclusión del episodio aparecen Hermana Angela y Hermana Costanza que Don Matteo, quien les sugiere llamar al bar en construcción en Módena L'Angolo Divino, y luego se dirige directamente a los espectadores, sonriendo y exclamando: Che Dio ci aiuti.
El segundo cruce tuvo lugar al final de la séptima temporada con la serie A un paso del cielo (Un passo dal cielo) para anticipar la séptima temporada.

## Locaciones de filmacion

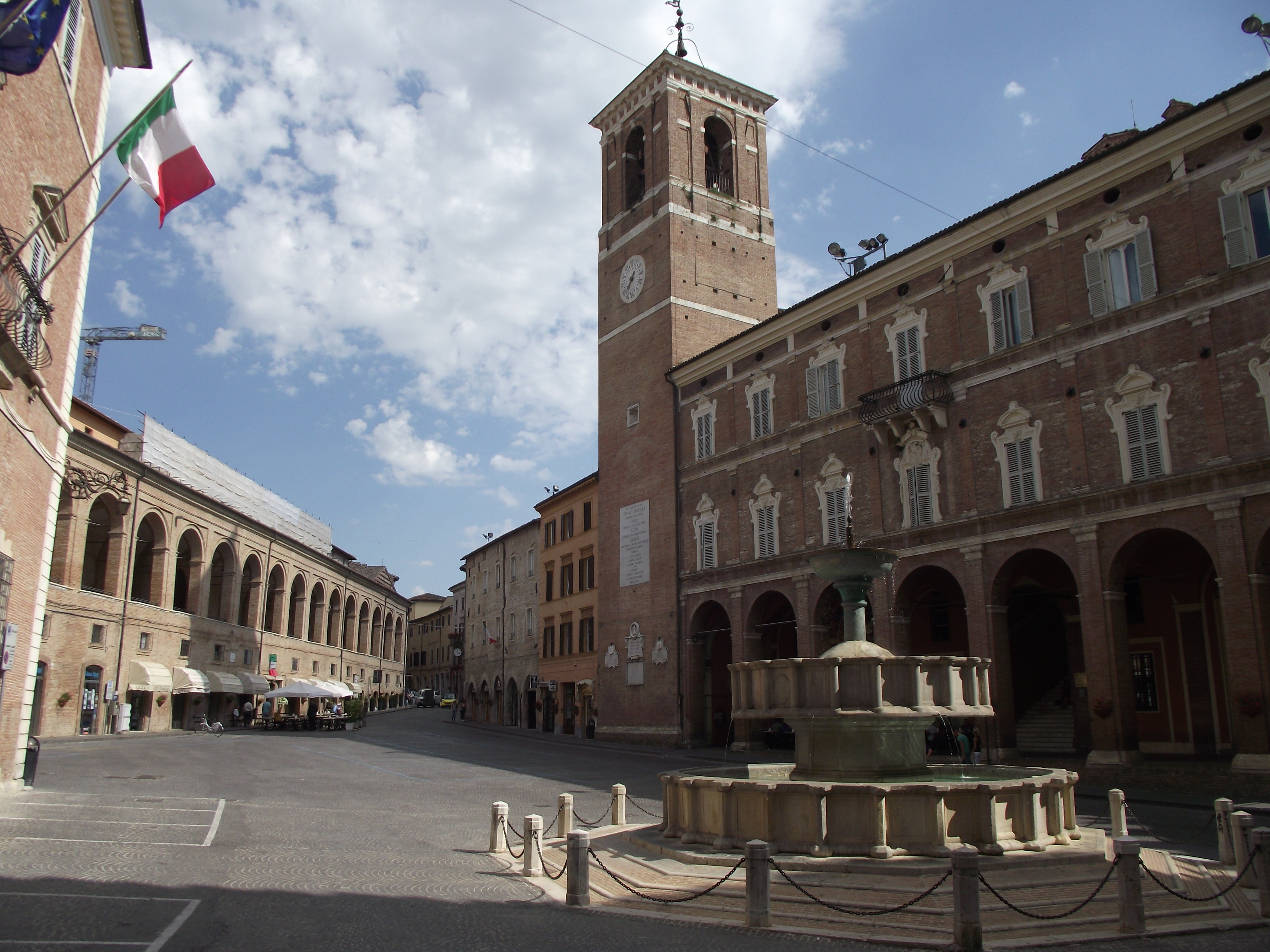
Fabriano, escenario de la serie de las temporadas tres a cinco.

| Temporada | Configuración |
| --------- | ------------- |
| 1 - 2     | Módena        |
| 3 - 5     | Fabriano      |
| 6 - 7     | Asís          |

### Módena
La serie está ambientada para las dos primeras temporadas en Módena. El cuartel general de la Policía del Estado es en realidad el arzobispado situado frente a la catedral de la ciudad -en cuyo balcón se han colocado las insignias del cuerpo y se han quitado los escudos del arzobispo y del papa, normalmente colocados entre el propio balcón y la puerta La entrada a las prisiones, por otro lado, es la del Palazzo dei Musei ubicado en via Emilia centro.

### Fabriano
Con la tercera temporada, la serie se traslada a Fabriano . La entrada al nuevo convento es la entrada al Oratorio della Carità, mientras que el nuevo Angolo Divino se encuentra en la logia de San Francesco, que da a la piazza del Comune. También se rodaron algunas escenas en el interior de los jardines Regina Margherita y del hospital Engles Profili. El edificio que en la ficción es la sede de la empresa de Achille Gentileschi es, en realidad, uno de los dos edificios que albergan el ayuntamiento.

### Asís
El rodaje de la sexta temporada se trasladó a Asís.

### Rodaje de lugares internos
En cambio, la mayoría de los interiores están rodados, para todas las estaciones, en Roma. El atrio de la universidad es un verdadero ambiente universitario, pero es la facultad de òetras y filosofía de Tor Vergata. El convento de los Ángeles de Módena todavía se encuentra en la capital, en el distrito de Trastévere, cerca de la iglesia de San Giovanni Battista dei Genovesi.